# Tony Grealish
Anthony Patrick "Tony" Grealish (ur. 21 września 1956 w Londynie, zm. 23 kwietnia 2013 w Ilfracombe) – irlandzki piłkarz występujący na pozycji pomocnika.

## Kariera klubowa
Grealish karierę rozpoczynał w 1974 roku w zespole Leyton Orient z Division Two. Występował tam przez pięć sezonów, a potem przez kolejne dwa w innym zespole Division Two, Luton Town. W 1981 roku przeszedł do Brighton & Hove Albion z Division One. W lidze tej zadebiutował 29 sierpnia 1981 w zremisowanym 1:1 meczu z West Hamem. W sezonie 1982/1983 spadł z Brighton do Division Two.
W 1984 roku Grealish odszedł do West Bromwich Albion, grającego w Division One. Pierwsze ligowe spotkanie w jego barwach rozegrał 17 marca 1984 przeciwko Tottenhamowi (1:0). Graczem WBA był do końca sezonu 1985/1986, a po jego spadku do Division Two, przeniósł się do Manchesteru City z Division One. Tam spędził sezon 1986/1987.
W kolejnych latach Grealish grał jeszcze w Rotherham United (Division Three), Walsall (Division Four) oraz Bromsgrove Rovers (Conference National). W 1995 roku zakończył karierę.

## Kariera reprezentacyjna
W reprezentacji Irlandii Grealish zadebiutował 24 marca 1976 w wygranym 3:0 towarzyskim meczu z Norwegią. 24 maja 1978 w zremisowanym 3:3 pojedynku eliminacji Mistrzostw Europy 1980 z Danią strzelił swojego pierwszego gola w kadrze. W latach 1976–1985 w drużynie narodowej rozegrał 45 spotkań i zdobył 8 bramek.